# Eurypteryx pendleburyi
Eurypteryx pendleburyi är en fjärilsart som beskrevs av Clark 1924. Eurypteryx pendleburyi ingår i släktet Eurypteryx och familjen svärmare. Inga underarter finns listade i Catalogue of Life.